# Aiptasiidae
Aiptasiidae Carlgren, 1924 è una famiglia di celenterati antozoi nella superfamiglia Metridioidea dell'ordine Actiniaria.

## Descrizione
La famiglia Aiptasiidae si distingue per i tipi di nematocisti presenti negli aconzi e la muscolatura relativamente debole dello sfintere. Tuttavia poiché questi attributi sono presenti anche in diverse altre famiglie, Aiptasiidae potrebbe non essere monofiletica. Gli aconzi delle Aiptasiidae sono dotati di nematocisti basitriche e p-mastigofori microbasici. Parte superiore della colonna con muscoli longitudinali. Cinclides nel mezzo del corpo, margine tentacolato. Sfintere mesogloeale, ma molto debole, in modo che la parte superiore del corpo non sia in grado di coprire i tentacoli. Mesenteri non divisibili in macro e microcnemi. Sei, raramente otto, coppie di mesenteri perfetti e fertili.

## Tassonomia
Secondo il World Register of Marine Species (WORMS), la famiglia è composta da nove generi:
- Aiptasia Gosse, 1858
- Aiptasiogeton Schmidt, 1972
- Bartholomea Duchassaing de Fonbressin & Michelotti, 1864
- Bellactis Dube, 1983
- Exaiptasia Grajales & Rodriguez, 2014
- Laviactis Grajales & Rodriguez, 2014
- Neoaiptasia Parulekar, 1969
- Paraiptasia England, 1992
- Paranthea Verrill, 1868